# Dendrobeania longispinosa
Dendrobeania longispinosa är en mossdjursart som först beskrevs av Robertson 1905.  Dendrobeania longispinosa ingår i släktet Dendrobeania och familjen Bugulidae. Inga underarter finns listade i Catalogue of Life.